# أندرياس ديميتريو
أندرياس ديميتريو (وُلد باسم أندرياس بانتيلي ديميتريو في 15 أغسطس 1950)، عالم نفس تنموي قبرصي يوناني، ووزير سابق للتعليم والثقافة في قبرص. وهو عضو مؤسس ورئيس سابق لأكاديمية قبرص للعلوم والآداب والفنون.